# Фурдуєшть (Арджеш)
Фурдуєшть, Фурдуєшті (рум. Furduești) — село у повіті Арджеш в Румунії. Входить до складу комуни Ретешть.
Село розташоване на відстані 84 км на захід від Бухареста, 24 км на південний схід від Пітешть, 111 км на північний схід від Крайови, 110 км на південь від Брашова.

## Населення
За даними перепису населення 2002 року у селі проживали 598 осіб, усі — румуни. Усі жителі села рідною мовою назвали румунську.